# Schlacht um die Admiralitätsinseln
1942

Rabaul –
1. Salamaua-Lae –
Operation N –
Operation MO –
Korallenmeer –
Buna-Gona –
Kokoda Track –
Milne-Bucht –
Goodenough –
Buna-Gona-Sanananda –
Operation Lilliput 
1943

Wau –
Bismarcksee –
I –
2. Salamaua-Lae –
Chronicle –
Finisterre –
Cartwheel –
Bougainville –
Huon –
Neubritannien –
Bombardierung von Rabaul 
1944–1945

Admiralitätsinseln –
Emirau –
Take Ichi Konvoi –
Reckless –
Persecution –
Wakde-Sarmi –
Biak –
Noemfoor –
Driniumor –
Sansapor –
Morotai –
Aitape–Wewak
Die Schlacht um die Admiralitätsinseln war ein komplexes Landungsunternehmen der alliierten Truppen unter dem Decknamen Operation Brewer auf den von japanischen Einheiten besetzten Admiralitätsinseln während des Pazifikkrieges im Zweiten Weltkrieg. Sie war unterteilt in mehrere Aktionen, von denen die wichtigsten auf den Inseln Los Negros und Manus stattfanden.

## Vorgeschichte
Am 8. April 1942 liefen ein japanischer Leichter Kreuzer, ein Zerstörer und ein Truppentransporter im Hafen von Lorengau ein. Einheiten der 51. Division besetzten innerhalb kürzester Zeit die Stadt, ohne auf Gegenwehr zu stoßen. Die Australier, die seit November 1941 auf Manus stationiert waren, hatten sich mit wenigen Ausrüstungs- und Nahrungsmitteln in den nahen Dschungel zurückgezogen. Sie kämpften sich bis zum Süden der Insel durch, von wo aus ihnen die Flucht nach Bogadjim (Stephansort) in der Astrolabe Bucht, südlich von Madang gelang.
Die Japaner errichteten bei Momote an der Ostküste von Los Negros eine 1220 m lange Start-/Landebahn. 1943 wurde bei Lorengau eine weitere Bahn mit einer Länge von 1005 m fertiggestellt. Insgesamt befanden sich rund 4600 japanische Soldaten auf den Admiralitätsinseln.
Im Rahmen des vom SWPA ausgearbeiteten Cartwheel-Plans zur Einnahme japanischer Stützpunkte im Territorium Papua und Territorium Neuguinea war die Eroberung der Admiralitätsinseln als Schutz der Ostflanke Neuguineas vor Anflügen japanischer Kampfflugzeuge von Rabaul aus vorgesehen, um diese dann frühzeitig abfangen zu können.
Bis zum Februar 1944 konnten gewaltige Fortschritte der Alliierten verzeichnet werden. Auf Neuguinea erreichten die Truppen unter General McArthur im September 1943 Lae und Salamaua sowie Finschhafen einen Monat später. Die dort errichteten Basen erlaubten eine weitgehende Vormachtstellung zu Wasser und in der Luft über den südlichen Teil der Bismarcksee, so dass im Dezember Einheiten auf Neubritannien bei Arawe und am Cape Gloucester landen konnten (→ Operation Dexterity). Im Januar 1944 wurde Saidor an der Küste Neuguineas eingenommen.
Auch Admiral Halseys Flotte lag mittlerweile nur noch rund 230 km östlich vor Rabaul. Mitte Februar 1944 gelang es, während des Angriffs auf die japanische Basis Truk (→ Operation Hailstone) über 200 gegnerische Kampfflugzeuge und mehr als 20 Schiffe zu zerstören.

## Planung
Um einen Angriff im Westen in vollem Umfang starten zu können, benötigte MacArthur eine zusätzliche Basis, die nahe genug für Bereitstellungszwecke und mit einem Hafen von ausreichender Größe ausgestattet war, um eine große amphibische Schlagkraft zu entwickeln. Gleichzeitig wollte er den Schutz seiner rechten Flanke gewährleisten und verhindern, dass japanische Verstärkungen aus dem Bereich des Bismarck-Archipels und der Salomonen das Gebiet erreichen konnten. Die Admiralitätsinseln mit ihren natürlichen Häfen und Flugplätzen erfüllten diese Anforderungen, um spätere Operationen entlang der Küste Neuguineas und gegen die Karolinen und Marianen im Norden unterstützen zu können. Darüber hinaus bietet ihre strategische Lage eine ideale Ausgangsbasis für die Umzingelung der von Neubritannien und den Salomonen abgeschnittenen Japaner. Die Besetzung der Admiralitätsinseln durch die Alliierten würde die Isolation von Rabaul endgültig besiegeln.
Der ursprüngliche Plan sah am 1. April eine amphibische Operation der südwestpazifischen Streitkräfte gegen die Inseln in Verbindung mit einem Angriff der Flotteneinheiten von Admiral Nimitz auf Kavieng vor. Im Februar konnte jedoch durch die alliierte Aufklärung eine erhebliche Schwäche in der Verteidigung der Japaner gegen Luft- und von See geführte Angriffe erkannt werden. Die wichtigsten feindlichen Positionen befanden sich auf den Inseln Los Negros und Manus, deren Widerstand als gering und leicht zu überwinden eingeschätzt wurde.
Wiederholte Luftbeobachtungsflüge über Manus und Los Negros Ende Februar meldeten einen völligen Mangel an feindlicher Aktivität. Es wurde beobachtet, dass der Flugplatz Momote ungenutzt war. Die umliegenden Gebäude und Installationen waren anscheinend unbeaufsichtigt und in einem schlechten Zustand. Das anhaltende Fehlen der Luftabwehr, das von der Luftaufklärung gemeldet wurde, stützte die Schlussfolgerung, dass die Japaner die Inseln komplett verlassen hatten.
Im Gegensatz dazu schätzte MacArthurs G-2 Section die Gesamtstärke der Japaner am 15. Februar auf ungefähr 3250 Mann und erhöhte deren Zahl nach einer Überarbeitung am 24. Februar auf rund 4000. Sie führte das Fehlen von Flugabwehrfeuer auf den verschlechterten Zustand der logistischen Situation des Feindes zurück.
Infolgedessen umfasste der neue Plan eine Aufklärungstruppe die in Hyane Harbour im Osten von Los Negros landen und bei geringem Widerstand die Landebahn von Momote in der Nähe der Hafeneinfahrt besetzen sollte. Bei eventuellem starken Widerstand wurde eine Eingreiftruppe in Finschhafen zum Entsatz bereitgestellt.

## Verlauf
Morgens am 29. Februar begann die Landungsoperation mit einer Aufklärungstruppe, die aus ungefähr 1000 Soldaten der 1. Kavalleriedivision bestand die von zwei Kreuzern, einem Dutzend Zerstörern und der erforderlichen Luftsicherung unterstützt wurde. Die Landungstruppe bestand im Wesentlichen aus der 2. Schwadron des 5. Kavallerieregiments unter Brigadegeneral William C. Chase die durch zwei 75 mm Geschütze des 99th Field Artillery Battalions, mehreren MG-Trupps des 673rd Anti-Aircraft Machine Gun Battery (Airborne) und Verbindungselementen verstärkt wurde; Die Seestreitkräfte standen unter dem Kommando von Admiral Kinkaid, auf dessen Flaggschiff Phoenix sich auch General MacArthur befand.

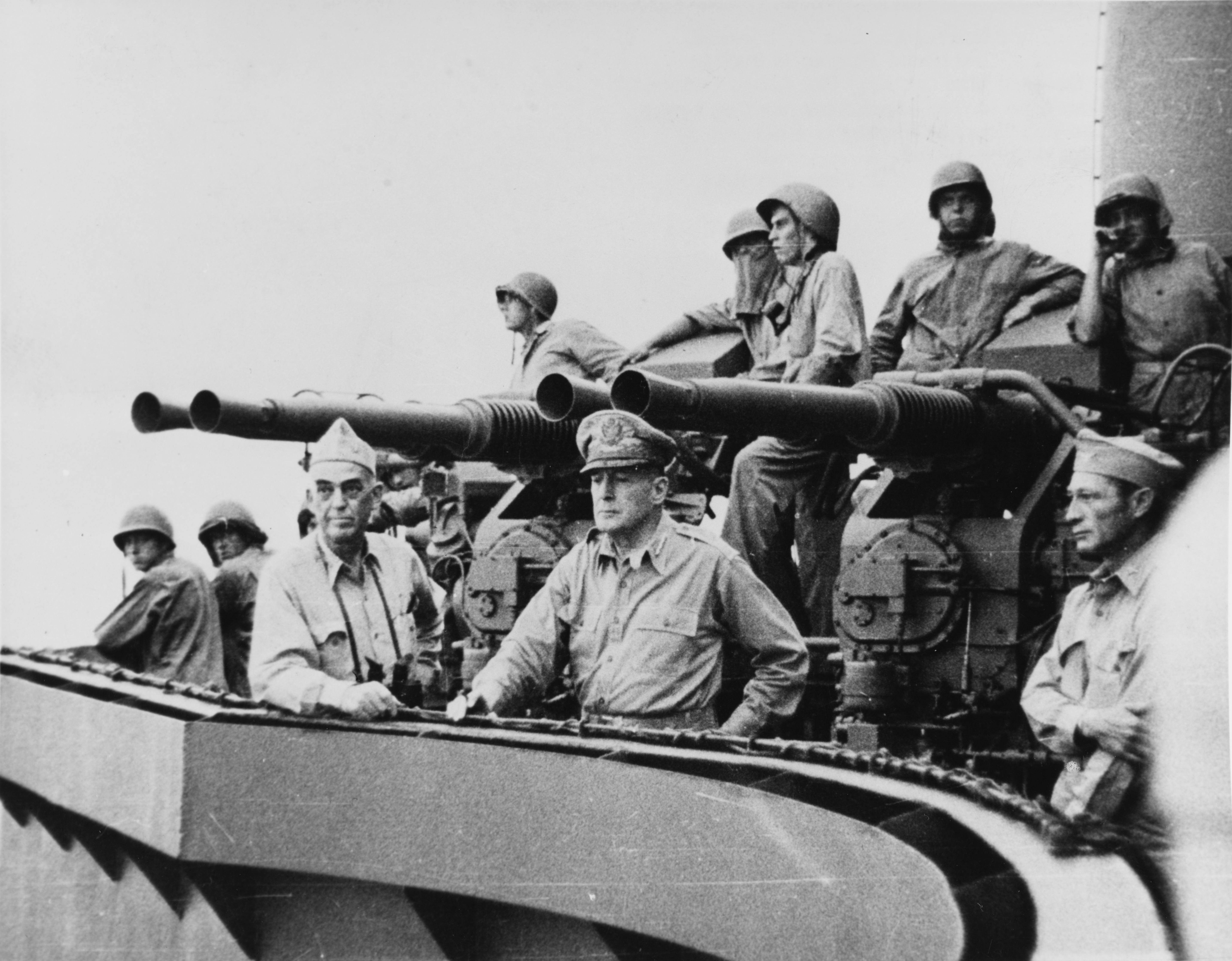
Douglas McArthur (Mitte) und Admiral Thomas C. Kinkaid (links) auf der Brücke der USS Phoenix während der Beschießung von Manus am 28. Februar 1944

Die erste Landung erfolgte nach einem vorläufigen Luft- und Seebombardement am Südwestufer des Hyane Harbour. Die ersten Angriffswellen stießen auf wenig Widerstand. Bevor sich die Japaner von ihrer Überraschung erholen und ihre schweren Kanonen, die dem Seeadler Harbor zugewandt waren, in Position bringen konnten, waren die meisten Truppen an Land. Unter starkem Regen kämpften sie gegen sporadisches und schwaches feindliches Feuer und begannen mit der Vorbereitung von Verteidigungsstellungen entlang der Landebahn.

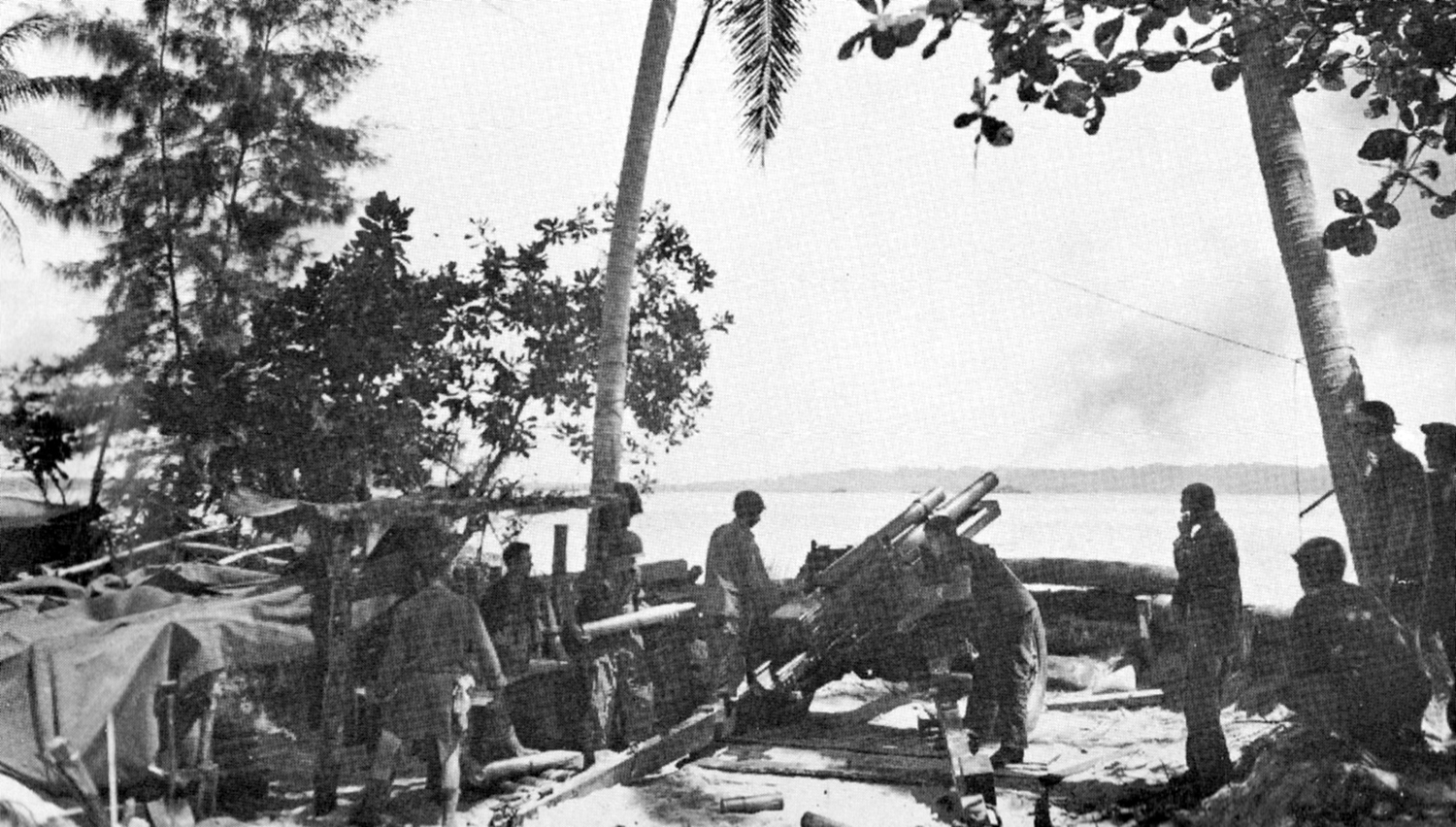
Artilleriestellung auf Los Negros zur Bombardierung von Manus (Hintergrund) im März 1944

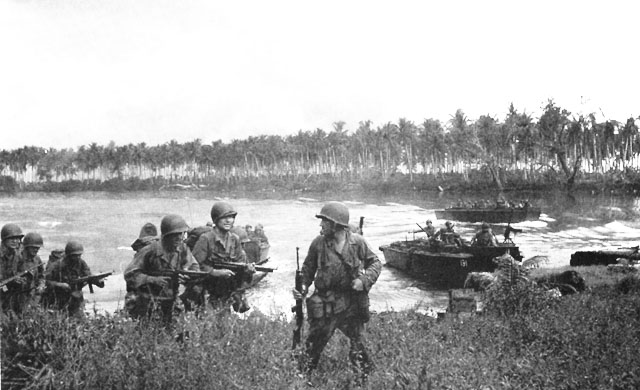
Die erste Invasionswelle am Strand von Los Negros am 29. Februar 1944

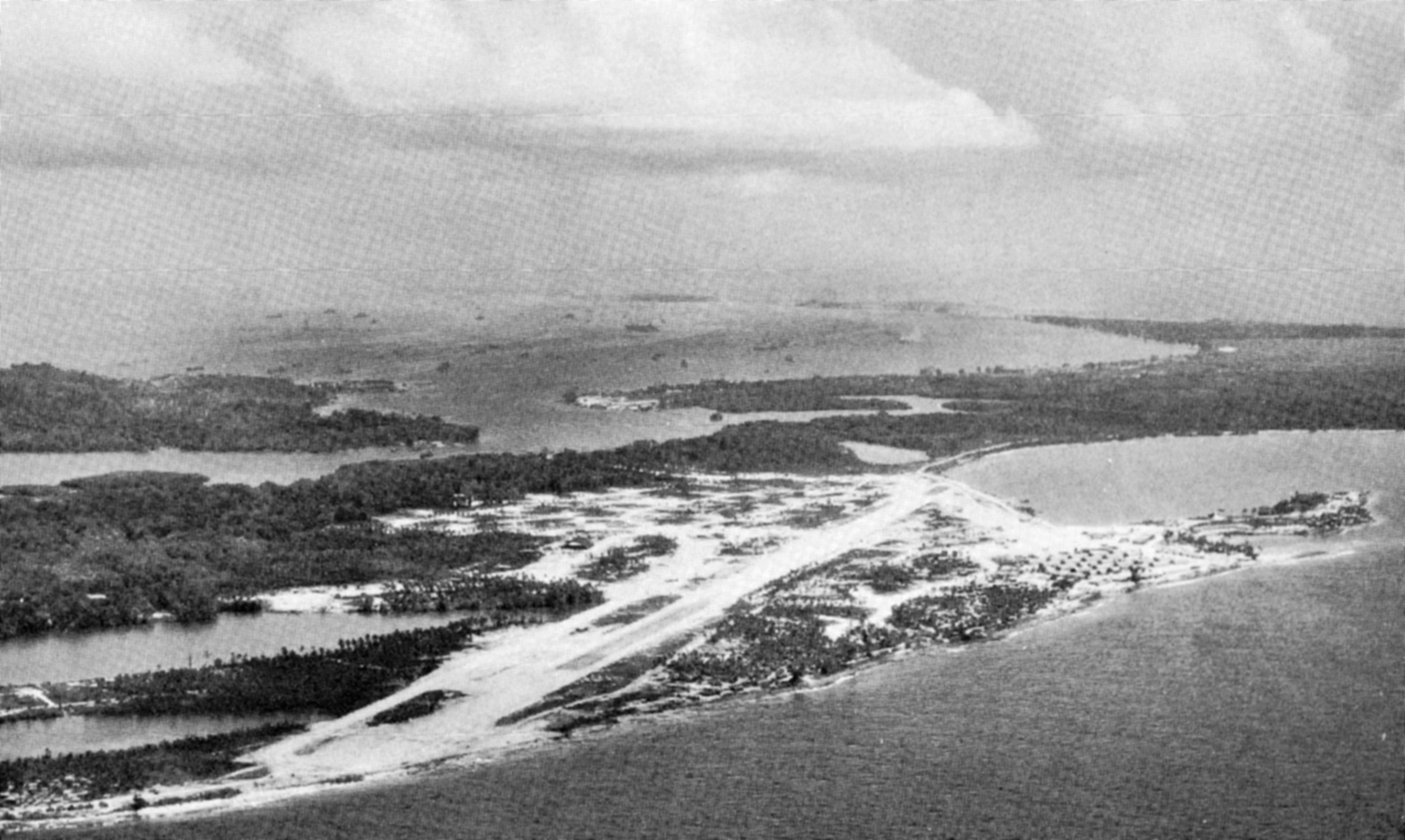
Momoto Flugfeld auf Los Negros

Nach zwei Tagen harter Kämpfe, in denen entschlossene japanische Infiltrationsversuche und Gegenangriffe abgewehrt wurden, kamen am 2. März die aus Finschhafen eingetroffenen Hilfstruppen von General MacArthur hinzu. Ein am nächsten Morgen erbeutetes feindliches Dokument enthüllte, dass in der Nacht des 3. März ein japanischer Versuch unternommen werden würde, den Flugplatz Momote zurückzuerobern. Schnelle Vorbereitungen wurden für den bevorstehenden Angriff getroffen, zu dem voraussichtlich die meisten Japaner gehören würden, die im Westen von Los Negros verblieben waren, und alle Truppen, die von der nahe gelegenen Manus-Insel herübergebracht werden konnten.
Der geplante Angriff kam wie angekündigt. In mehreren Wellen versuchten die Japaner die alliierten Einheiten zurückzudrängen. Die Kämpfe dauerten die ganze Nacht. Die Kavalleristen warteten anschließend auf die Ankunft weiterer Truppen, bevor sie den Rest der Inseln räumten. Weitere Verstärkungseinheiten trafen am 4., 6. und 9. März ein. Die Alliierten stürmten weiter nach Westen, um Papitalai zu nehmen, sowie nach Norden um die Salami-Plantage zu besetzen. Von letzterem Punkt zogen sie weiter über Seeadler Harbor, um die Papitalai-Mission und die Lombrum-Plantage zu erobern. Bis zum 30. März war der gesamte organisierte feindliche Widerstand auf Los Negros zusammengebrochen.
Inzwischen begannen die Operationen gegen die größere Insel Manus. Am 15. März, nachdem Einheiten der 7. Kavallerie die beiden kleinen Inseln C und Butjo Luo vor der Nordküste von Manus gesichert hatten, landeten Angriffstruppen der 2. Brigade bei der Missionsstation Lugos, zwei Meilen westlich von Lorengau. Der Flugplatz Lorengau wurde am 17. März erobert und die alliierten Einheiten zogen am 25. März nach Rossum. Damit war die Kampagne auf den Admiralitätsinseln beendet.

## Folgen
Mit der Besetzung der Admiralitätsinseln waren mehr als 100.000 Japaner im Bismarck-Neubritannien-Salomonen-Gebiet eingeschlossen worden. Zudem wurde der Versorgungsweg zur japanischen Außenverteidigung weiter nach Westen verschoben und die gesamte Meeresregion zwischen Truk und Neuguinea in die Luftreichweite der Alliierten gebracht. Nachdem die Bedrohung seiner rechten Flanke beseitigt war, konnte General MacArthur nun seine gesamte Aufmerksamkeit auf die Aufgabe konzentrieren, sich entlang der Küste Neuguineas weiter nach Westen zu bewegen.